# Rothschildgärten

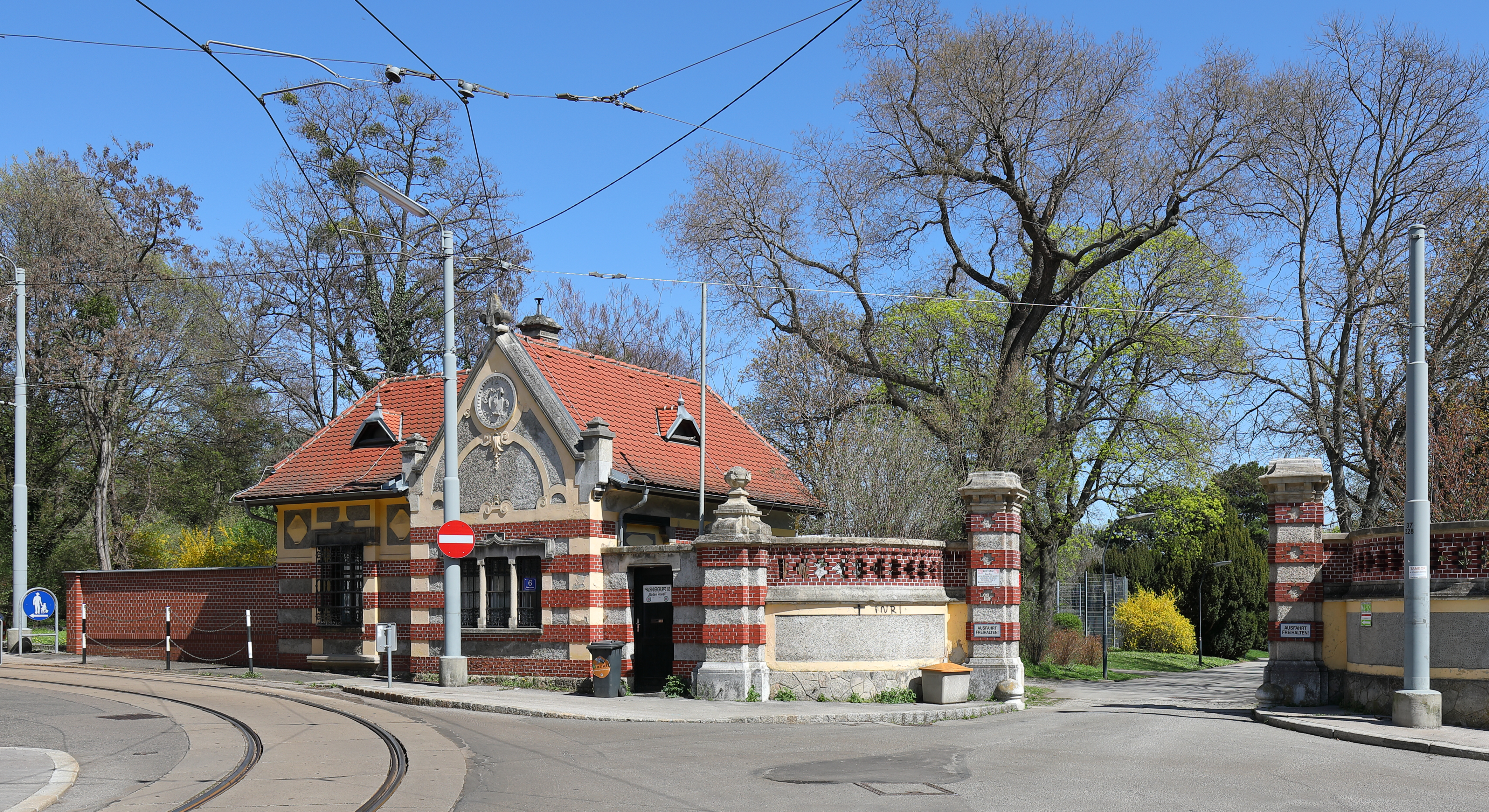
Das Portierhäuschen der ehemaligen Rothschildgärten

Die ehemaligen sogenannten Rothschildgärten befanden sich in Heiligenstadt im 19. Wiener Gemeindebezirk Döbling.

## Geschichte

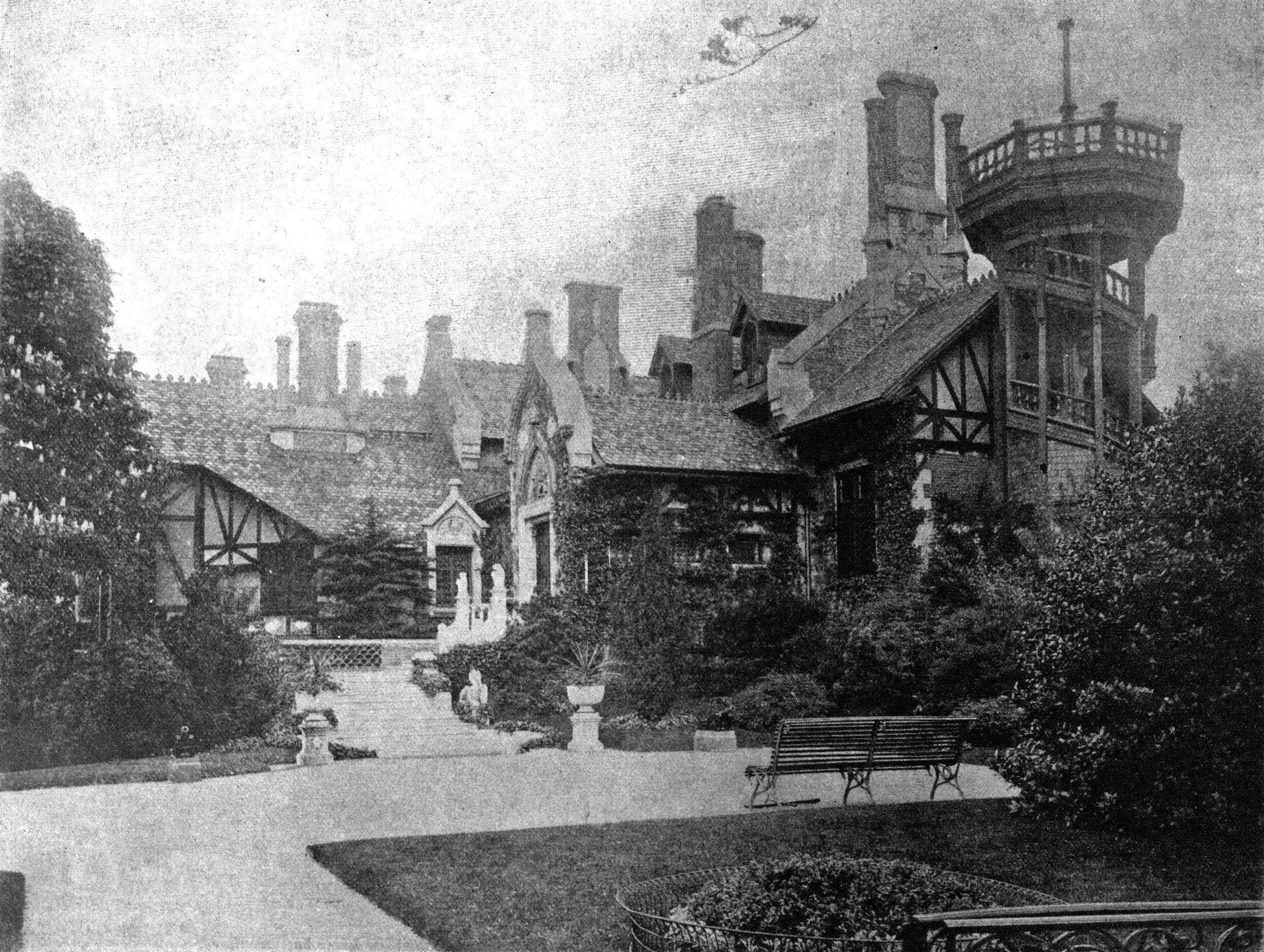
Hauptgebäude der Rothschildgärten (1907)

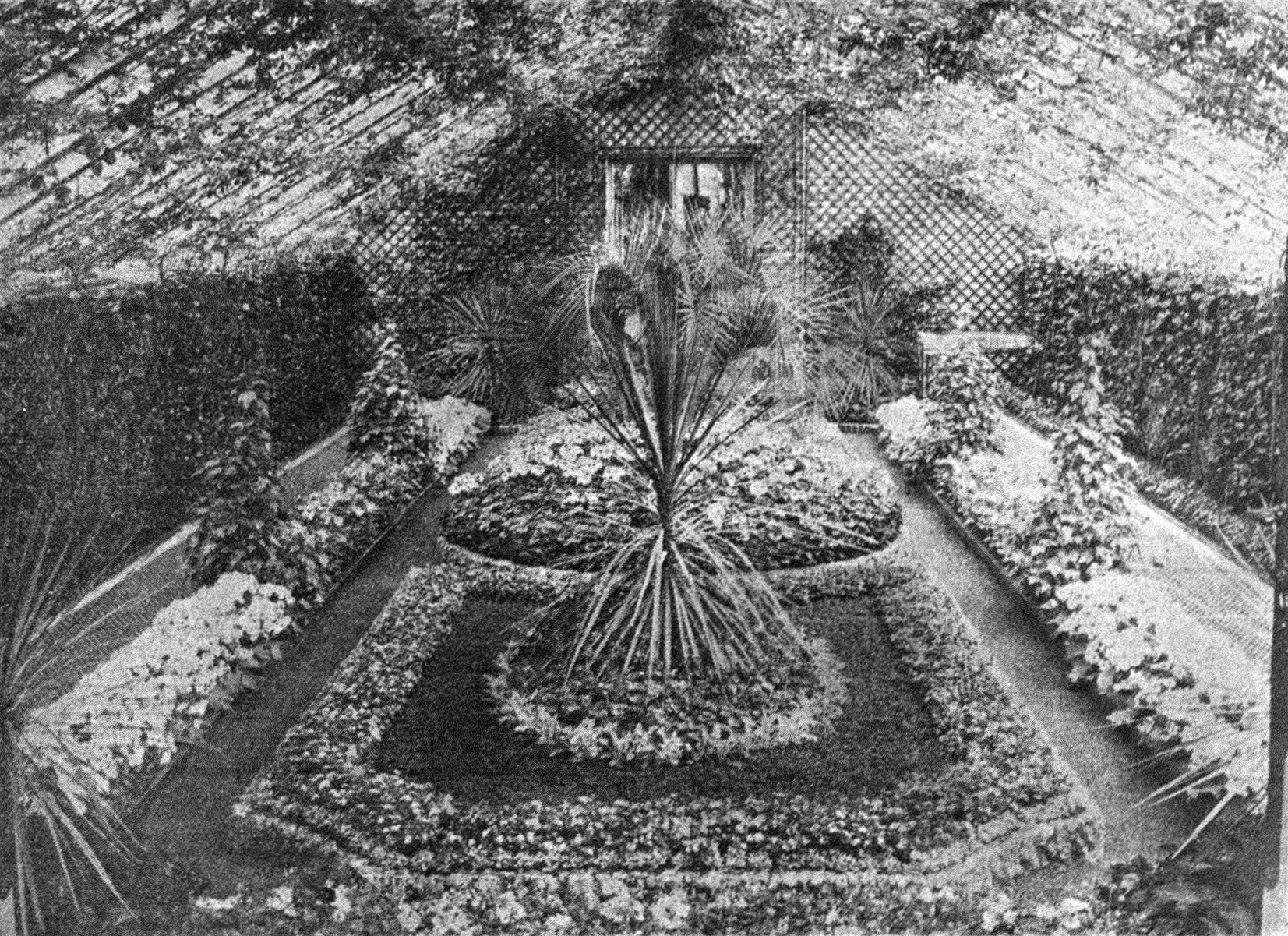
Gewächshaus in den Rothschildgärten (1907)

Der Bankier Nathaniel Meyer Freiherr von Rothschild erwarb in den 1860er Jahren auf der Hohen Warte ein über 80.000 Quadratmeter umfassendes Grundstück im Bereich der heutigen Geweygasse, Stürzergasse und Aussichtsweg. Darauf ließ er im südlichen Bereich einen Gärtnereibetrieb mit Glashäusern errichten und den nördlichen Bereich zu einem im englischen Stil gehaltenen Park umgestalten, um sich fortan der Orchideenzucht zu widmen. Sein Neffe Alfons von Rothschild (1878–1942), der sich als Philanthrop, Mäzen, Sammler und Liebhaber schöner Gärten sowie exotischer Blumen hervortat, führte die Anlage weiter. Erst unter seiner Ägide wurden die Gärten auf der Hohen Warte weltweit bekannt. Das Ensemble bestand aus einer umfangreichen Parkanlage und einer stattlichen Villa, von der man fast ganz Wien überblicken konnte. In den teilweise mit Korridoren verbundenen Glashäusern, befanden sich unzählige Blumen aus allen Teilen der Welt. Zur Blütezeit der Orchideen war der Orchideenpark öffentlich zugänglich. Die Erträgnisse aus der Besichtigung ließ er beispielsweise der Wiener Freiwilligen Rettungsgesellschaft zukommen.
Das eingeschoßige Portierhäuschen in historistischer Formensprache ist das einzige erhaltene Gebäude der Rothschildgärten und steht unter Denkmalschutz. Die auf dem Gelände beschäftigten englischen Gärtner gründeten am 22. August 1894 den ersten österreichischen Fußballverein, den First Vienna Football-Club, der seine Spiele auch heute noch im unmittelbar daneben gelegenen Stadion Hohe Warte austrägt. Da das Spiel dem Rasen im Park nicht zuträglich war, kaufte Rothschild eine zusätzliche Wiese.
1938 wurde das Areal arisiert und 1942 kaufte es die Stadt Wien vom Deutschen Reich. Im Zweiten Weltkrieg wurden die Bauten schwer beschädigt. 1949 verzichtete die erbliche Witwe auf Rückstellungsansprüche bezüglich der Rothschildgärten, trotzdem wurden sie 1962 rückgefordert. Am 30. Juli 1963 verzichtete die Sammelstelle A gegen eine Entschädigungssumme von 18 Millionen Schilling auf alle Rechte und Ansprüche bezüglich der Gartenanlage. 1977 wurde der Heiligenstädter Park mit dem nördlichen Teil der ehemaligen Rothschild-Gärten erweitert und im südlichen Teilbereich wurde das Döblinger Bad errichtet. Die Reste der Orchideensammlung sind zum Teil heute noch in den Blumengärten Hirschstetten zu besichtigen.